# Поп-Йорданов, Йордан (академик)
Йордан Поп-Йорданов (Јордан Поп Јорданов; 23 ноября 1925, Велико-Градиште — 12 марта 2024, Скопье) — югославский и македонский физик-ядерщик, академик (с 1974) и президент (1984—1991) Македонской академии наук и искусств.

## Биография
Родился 23 ноября 1925 года в Велико-Градиште. Во время Второй мировой войны участник партизанского движения.
Окончил среднюю школу в Штипе, получил высшее образование в Скопье (1956, философия) и в Белграде по специальности электротехник (1960). В 1964 году получил докторскую степень на кафедре технической физики физического факультета Белградского университета и работал там же.
Занимался исследованиями в нескольких областях: нейтронная физика и физика реакторов, энергетика и возобновляемые источники, фотогальванический эффект, рассеяние частиц, состояние природной среды и изменение климата, организация науки, когнитивные процессы с философской и феноменологической точки зрения, риски для здоровья от электростанций, моделирование процессов в клетках мозга и т. д.
Основной научный вклад относится к ядерным технологиям («метод Попа-Йорданова» в нейтронной физике реакторов); электроэнергетике (многомерная интерпретация экологических рисков); устойчивому развитию (концепция негэнтропии и ментальные индикаторы); нейронауке (квантовые ментальные спектры) и философии естествознания (интерпретация дуализма микрочастиц).
Председатель Ученого совета Института ядерных наук в Винче (1969—1970). 25 декабря 1969 года избран членом-корреспондентом, а 26 декабря 1974 года — действительным членом Македонской академии наук и искусств. Президент МАНИ в течение двух сроков (1984—1991). С 1993 по 2012 год возглавлял Научно-исследовательский центр энергетики, информатики и материалов МАНИ.
Преподавал атомную и статистическую физику, энергетическую микрофизику и квантовую электродинамику в аспирантуре и докторантуре физического факультета Белградского университета. Является автором университетских учебников «Неравновесная статистическая физика» (1981) и «Квантовая электродинамика» (1983), а также ряда книг в стране и за рубежом.
Принимал участие в международных научных конференциях примерно во многих странах Европы, Америки и Азии. Автор более 200 публикаций в области нейтронной и реакторной физики, электротехники, электричества мозга и философии науки.
Автор «метода Поп-Йордана» (метод вычисления термализации нейтронов в гетерогенных реакторах).
Лауреат Ежегодной премии Института Винча за личные научные достижения (1964); Юбилейной премии Института Винча за развитие научной сферы (1968); Премии WREN-UNESCO за лучший доклад на Всемирном конгрессе по возобновляемым источникам энергии в Денвере (1996); Премии Всемирного инновационного фонда «За выдающийся вклад в науку и человечество» (2003) и др.
Чемпион Македонии по теннису 1950 года.
В 2007 году награждён орденом «За заслуги перед Македонией».
Умер в Скопье 12 марта 2024 года.

## Некоторые работы
- An analytical method for neutron thermalization calculations in heterogeneous reactors. By J. Pop-Jordanov J. (Institut za Nuklearne Nauke «Boris Kidric» Belgrade) . May 1964. 15p.
- Поп-Йорданов И. Аналитический метод вычисления термализации нейтронов в гетерогенных реакторах. Р / 705 (Югославия) . 68 с . с черт . 350 экз.- — Библиогр .: с . 8
- Pop-Jordanov J., Faist A., Gay J.-B., Pop-Jordanova N. and Bosevski T.: Holistic Approach to Environmental Risks from Various Energy Options and Some Response Measures, in: Energy for a Better Environment, Book 4.3, WEC, Tokyo 1995, p. 269—278.
- Pop-Jordanov J., Bosevski T., et al.: Inventory of Greenhouse Gases Emissions, In: Macedonia’s First National Communication under the United Nations Framework Convention on Climate Change, MEPP/ UNDP, 2003, pp. 29-46.
- Pop-Jordanov J., Bosevski T., et al.: GHG Abatement Analysis and Projections of Emissions, In: Macedonia’s First National Communication under the United Nations Framework Convention on Climate Change, MEPP/ UNDP, 2003, pp. 47-84.